# Hypena obscura
Hypena obscura är en fjärilsart som beskrevs av W. Warren 1913. Hypena obscura ingår i släktet Hypena och familjen nattflyn. Inga underarter finns listade i Catalogue of Life.